# Kabinett Raffarin III
Das Kabinett Raffarin III war die dritte Regierung unter der Leitung von Jean-Pierre Raffarin und wurde am 31. März 2004 von Staatspräsident Jacques Chirac ernannt. Beendet wurde dieses Kabinett nach dem Rücktritt Raffarins infolge der Wahlniederlage der Regierung beim Referendum zur Einführung einer Europäischen Verfassung. Nachfolger Raffarins als Premierminister wurde am 1. Juni 2005 Dominique de Villepin.

## Kabinett
Dem Kabinett gehörten folgende Politiker an:
| Amt                                                                     | Foto | Name                                  | Partei | Partei      | Beigeordneter Minister (Partei) | Staatssekretär (Partei) |
| ----------------------------------------------------------------------- | ---- | ------------------------------------- | ------ | ----------- | --- | --- |
| Premierminister                                                         |      | Jean-Pierre Raffarin                  |        | UMP         | für die Beziehungen zum Parlament: - Henri Cuq (UMP) | |
| Minister für Wirtschaft, Finanzen und Industrie                         |      | Nicolas Sarkozy bis 29. November 2004 |        | UMP         | für die Industrie: - Patrick Devedjian (UMP) für kleine und mittlere Unternehmen, Handel, Handwerk, die freien Berufe und den Konsum: - Christian Jacob (UMP) für den Außenhandel: - François Loos (Radical-UMP) | für den Haushalt und die Haushaltsreform: - Dominique Bussereau (UMP) bis 29. November 2004 - Jean-François Copé (UMP)                                                                                    |
| Minister für Wirtschaft, Finanzen und Industrie                         |      | Hervé Gaymard bis 25. Februar 2005    |        | UMP         | für die Industrie: - Patrick Devedjian (UMP) für kleine und mittlere Unternehmen, Handel, Handwerk, die freien Berufe und den Konsum: - Christian Jacob (UMP) für den Außenhandel: - François Loos (Radical-UMP) | für den Haushalt und die Haushaltsreform: - Dominique Bussereau (UMP) bis 29. November 2004 - Jean-François Copé (UMP)                                                                                    |
| Minister für Wirtschaft, Finanzen und Industrie                         |      | Thierry Breton                        |        | parteilos   | für die Industrie: - Patrick Devedjian (UMP) für kleine und mittlere Unternehmen, Handel, Handwerk, die freien Berufe und den Konsum: - Christian Jacob (UMP) für den Außenhandel: - François Loos (Radical-UMP) | für den Haushalt und die Haushaltsreform: - Dominique Bussereau (UMP) bis 29. November 2004 - Jean-François Copé (UMP)                                                                                    |
| Minister für nationale Bildung, Hochschulwesen und Forschung            |      | François Fillon                       |        | UMP         | für die Forschung: - François d’Aubert (UMP) | |
| Innenminister                                                           |      | Dominique de Villepin                 |        | UMP         | als Sprecher der Regierung: - Jean-François Copé (UMP) | |
| Minister für Arbeit und Soziales                                        |      | Jean-Louis Borloo                     |        | Radical-UMP | für die Arbeitsverhältnisse: - Gérard Larcher (UMP) für den Kampf gegen Armut und Ausgrenzung: - Nelly Olin (UMP)                                                                                                | für die berufliche Eingliederung von Jugendlichen: - Laurent Hénart (Radical-UMP) für das Wohnungswesen: - Marc-Philippe Daubresse (UMP) für Integration und Chancengleichheit: - Catherine Vautrin (UMP) |
| Justizminister                                                          |      | Dominique Perben                      |        | UMP         | | für die Rechte der Opfer: - Nicole Guedj (UMP) |
| Verteidigungsministerin                                                 |      | Michèle Alliot-Marie                  |        | UMP         | für die Veteranen: - Hamlaoui Mekachera (UMP) | |
| Außenminister                                                           |      | Michel Barnier                        |        | UMP         | für europäische Angelegenheiten: - Claudie Haigneré (parteilos) für Zusammenarbeit, Entwicklung und Frankophonie: - Xavier Darcos (UMP)                                                                          | - Renaud Muselier (UMP) |
| Gesundheitsminister                                                     |      | Philippe Douste-Blazy                 |        | UMP         | für die Senioren: - Hubert Falco (UMP) | für die Behinderten: - Marie-Anne Montchamp (UMP) für die Krankenversicherung: - Xavier Bertrand (UMP) |
| Minister für Ausrüstung, Transport, Raumordnung, Tourismus und das Meer |      | Gilles de Robien                      |        | UDF         | für den Tourismus: - Léon Bertrand (UMP) | für den Transport und das Meer: - François Goulard (UMP) für die Raumordnung: - Philippe Briand (UMP) bis 14. April 2014 - Frédéric de Saint-Sernin (UMP)                                                 |
| Minister für den öffentlichen Dienst und die Staatsreform               |      | Renaud Dutreil                        |        | Radical-UMP | | für die Staatsreform: - Éric Woerth (UMP) |
| Landwirtschaftsminister                                                 |      | Hervé Gaymard bis 29. November 2004   |        | UMP         | | - Nicolas Forissier (UMP) |
| Landwirtschaftsminister                                                 |      | Dominique Bussereau                   |        | UMP         | | - Nicolas Forissier (UMP) |
| Minister für Umwelt und nachhaltige Entwicklung                         |      | Serge Lepeltier                       |        | UMP         | | für nachhaltige Entwicklung: - Tokia Saïfi (Radical-UMP) bis 21. Juni 2004 |
| Minister für Kultur und Kommunikation                                   |      | Renaud Donnedieu de Vabres            |        | UMP         | | |
| Ministerin für Familie und Kinder1                                      |      | Marie-Josée Roig                      |        | UMP         | | |
| Überseeminister                                                         |      | Brigitte Girardin                     |        | UMP         | | |
| Minister für Jugend und Sport                                           |      | Jean-François Lamour                  |        | UMP         | | |
| Ministerin für Gleichberechtigung                                       |      | Nicole Ameline                        |        | UMP         | | |